# Pete Bellotte
Pete Bellotte (28 de agosto de 1947, Reino Unido) es un compositor y productor británico, famoso por sus trabajos con Donna Summer junto a su socio Giorgio Moroder. En la lista de artistas para los cuales ha trabajado se encuentran Janet Jackson, Elton John, Cliff Richard, Shalamar, Tina Turner, Mireille Mathieu, The Three Degrees y Melba Moore.
Sus primeras apariciones en la música fueron de la mano de Giorgio Moroder, donde ejecutaba la "voz misteriosa" del álbum "From here to Eternity" .
Su mayor éxito es "Hot Stuff", la cual ha sido versionada por numerosos artistas. Esto también se aplica a "I Feel Love" y a "Love to Love You Baby".
El 20 de septiembre de 2004 Bellotte fue honorado en el Salón de la Fama de la Música Dance, en Nueva York, donde fue introducido por sus numerosos logros y contribuciones sobresalientes como productor y compositor. El mismo año fueron introducidos sus socios Giorgio Moroder y Donna Summer, además de la canción "I Feel Love".